# RPGRIP1L
RPGRIP1L هوَ بروتين يُشَفر بواسطة جين RPGRIP1L في الإنسان.